# Уручовци
Уручовци (болг. Уручовци) — село в Болгарии. Находится в Смолянской области, входит в общину Мадан. Население составляет 41 человек.

## Политическая ситуация
В местном кметстве Галиште, в состав которого входит Уручовци, должность кмета (старосты) исполняет Венко Трендафилов Заимов (Болгарская социалистическая партия (БСП)) по результатам выборов правления кметства.
Кмет (мэр) общины Мадан — Атанас Александров Иванов (Болгарская социалистическая партия (БСП)) по результатам выборов в правление общины.